# Moor bei Niedersandhausen
Das Moor bei Niedersandhausen ist ein ehemaliges Naturschutzgebiet in der Stadt Osterholz-Scharmbeck und in der Gemeinde Hambergen in der Samtgemeinde Hambergen im Landkreis Osterholz.

## Allgemeines
Das ehemalige Naturschutzgebiet mit dem Kennzeichen NSG LÜ 132 ist 254 Hektar groß. Es ist größtenteils Bestandteil des FFH-Gebietes „Untere Wümmeniederung, untere Hammeniederung und Teufelsmoor“. Ein kleiner Teil des ehemaligen Naturschutzgebietes ist außerdem Bestandteil des EU-Vogelschutzgebietes „Hammeniederung“. Es grenzt nach Westen und Süden größtenteils an das Landschaftsschutzgebiet „Teufelsmoor“ und im Südosten an das Landschaftsschutzgebiet „Beekniederung“. Das Gebiet stand seit dem 30. Dezember 1985 unter Naturschutz. Zum 3. Oktober 2019 ging es in dem am 20. April 2017 ausgewiesenen Naturschutzgebiet „Teufelsmoor“ auf. Zuständige untere Naturschutzbehörde war der Landkreis Osterholz.

## Beschreibung
Das ehemalige Naturschutzgebiet liegt nordöstlich von Osterholz-Scharmbeck und östlich des zu Osterholz-Scharmbeck gehörenden Ortsteils Sandhausen am Rande des Teufelsmoors. Es handelt sich um ein am Geestrand liegendes Hochmoor auf Niedermoor, das durch Torfabbau verändert ist. Während der zentrale Bereich des Moores in der Mitte des 20. Jahrhunderts industriell abgetorft wurde, sind in den Randbereichen überwiegend Handtorfstiche aus der Nachkriegszeit zu finden.
Im ehemaligen Schutzgebiet finden sich verbuschte Bereiche, Birkenbruch- und Birkenmoorwald sowie Torfmoos und Moorheiden. In ehemaligen Torfstichen haben sich Schwingrasen ausgebildet. Insbesondere in den Randbereichen und in einem Streifen, der das Gebiet mittig durchzieht, befinden sich Grünlandbereiche.
In dem Gebiet sind verschiedene Amphibien und Reptilien, darunter Moorfrosch, Waldeidechse, Ringelnatter und Kreuzotter, heimisch. Offene Wasserflächen und Torfstiche bieten Libellen einen geeigneten Lebensraum. Das ehemalige Naturschutzgebiet ist Lebensraum hochmoortypischer Schmetterlinge und Käfer. Die Grünlandbereiche beherbergen Wiesenvögel wie Großen Brachvogel, Wachtelkönig und Kiebitz, Gehölze sind Lebensraum für Neuntöter, Feldschwirl, Schwarz- und Braunkehlchen.
Das Gebiet wird im Norden zum Göttergraben, im Osten zum Pferdegraben und im Süden zum Neuen Speckgraben entwässert. Die drei Gräben fließen zur Beek, einem Nebenfluss der Hamme.
Im Norden des ehemaligen Naturschutzgebietes verläuft ein Wanderweg. Das Gebiet wird etwa mittig von einer Straße gequert.